# Ursula Maria Burkhart

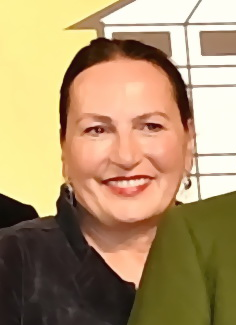
Ursula Maria Burkhart, 2017

Ursula Maria Burkhart (* 1961 in Oberammergau) ist eine deutsche Schauspielerin, Rundfunkmoderatorin und Sprecherin.

## Leben
Ursula Maria Burkhart ist gelernte Kinderkrankenschwester. Sie arbeitete über zwanzig Jahre als Krankenschwester und Anästhesieschwester in einem  Schwabinger Krankenhaus, bevor sie sich ab 2002 ganz der berufsmäßigen Schauspielerei widmete. Als Schauspielerin war Burkhart ursprünglich Autodidaktin. Sie nahm jedoch seit 1983 privaten Schauspielunterricht. Von 2003 bis 2010 war Monika Manz ihre Schauspiellehrerin.
Bereits als Kind wirkte sie bei den Oberammergauer Passionsspielen mit. Zunächst als Laiendarstellerin, später dann als Berufsschauspielerin trat sie dort mehrfach auf. 1984 spielte sie zum ersten Mal dort die Maria, damals noch unter der Regie von Hans Meier. Diese Rolle wiederholte sie, in ihrer ersten beruflichen Zusammenarbeit mit dem Regisseur Christian Stückl, auch bei der Passion im Jahr 1990. 2000 übernahm sie bei den Oberammergauer Passionsspielen die Rolle der Maria Magdalena. 2010 wurde sie zum dritten Mal als Maria besetzt.
Gemeinsam mit Stückl arbeitete sie viele Jahre in der Freien Theaterszene. Unter Stückls Regie trat sie in zwei Shakespeare-Rollen am Kleinen Theater Oberammergau auf. 1991 spielte sie die Olivia in Was ihr wollt, 1994 die Rosalind in Wie es euch gefällt. 1996 wirkte sie in einer kleinen Rolle als Krankenschwester in der Uraufführung des Theaterstücks Carceri von Kerstin Specht in den Münchner Kammerspielen mit. 2001 spielte sie als Gast am Münchner Prinzregententheater. Sie trat als Innocentia in dem Theaterstück Hahnenkampf von Heinrich Lautensack (Regie: Jörn van Dyck) und als Christine in Jagdszenen aus Niederbayern (Regie: Alexander Duda) auf.
2002 ging sie gemeinsam mit Christian Stückl ans Münchner Volkstheater, dem sie seither als festes Ensemblemitglied angehört. Burkhart ist mittlerweile die dienstälteste Schauspielerin im Ensemble. Sie hat sich als „feste Größe“ in einem vornehmlich jungen Ensemble etabliert.
Am Münchner Volkstheater trat Burkhart in zahlreichen Haupt- und Nebenrollen auf. Sie spielte dort in zahlreichen Inszenierungen von Christian Stückl, u. a. die Tamora in Titus Andronicus (2002), Mariann in Die Geierwally (2002), Gräfin Geschwitz in Lulu (2004), Tante Theres in Der Brandner Kaspar (2005), Doktor in Woyzeck (2006), Titania/Hippolyta in Ein Sommernachtstraum (2006), Herzogin von Olivarez in Don Karlos (2007), Aase in Peer Gynt (2008), Elisabeth in Richard III. (2008), Gertrude in Hamlet (2008) und die Trafikantin Valerie in Geschichten aus dem Wiener Wald (2013). 
Weitere Rollen Burkhharts am Münchner Volkstheater waren: Lady Capulet in Romeo und Julia (2003, Regie: Nuran David Calis), Margarethe in Viel Lärm um nichts (2005, Regie: Jorinde Dröse), Luise in Baal (2007, Regie: Hans Neuenfels), die Mutter in Bluthochzeit (2011, Regie: Miloš Lolić), Mariann in Magdalena (2012, Regie: Maximilian Brückner), Frau Alwing in Gespenster (2013, Regie: Sebastian Kreyer), die Titelrolle in Julius Caesar (2013, Regie: Csaba Polgár), das Kindermädchen Antónowna in Kinder der Sonne von Maxim Gorki (2014, Regie: Csaba Polgár) und Maria in Kasimir und Karoline (2014, Regie: Hakan Mican).
Von 2011 bis 2015 spielte Burkhart am Münchner Volkstheater auch die Rolle der Frau Peachum in Brecht/Weills Die Dreigroschenoper.
Burkharts Filmkarriere begann mit ihrer Mitwirkung in zwei Kinofilmen von Herbert Achternbusch: I Know The Way To The Hofbrauhaus (1991) und Ich bin da, ich bin da (1993). Anschließend folgten Episodenrollen in den Fernsehserien Die Unzertrennlichen (1997), Café Meineid (2001) und, an der Seite von Herbert Trattnigg und Tommy Schwimmer, erstmals in Die Rosenheim-Cops (2007; als Nachbarin und Ehefrau Edith Kranzberg in der Folge Ein mörderischer Geschmack). In dem Fernsehfilm Die göttliche Sophie (2009) hatte sie eine Nebenrolle als Milchbäuerin Franzi.
Seit Herbst 2014 hat Burkhart eine durchgehende Nebenrolle in der ZDF-Serie Die Rosenheim-Cops. Sie spielt Marianne Grasegger, die neugierige und klatschsüchtige Verwaltungsangestellte und Pförtnerin des Polizeipräsidiums Rosenheim. In der 35. Staffel der ZDF-Serie SOKO München (2020) übernahm Burkhart eine der Episodenhauptrollen als tatverdächtige Münchner Taxiunternehmerin Jutta Aischwanger.
Für den Bayerischen Rundfunk war Burkhart als Sprecherin und Moderatorin bei einigen Hörfunk- und Musiksendungen tätig. Sie lebt in München.

## Filmografie (Auswahl)
- 1995: Am Morgen danach (Fernsehfilm)
- 1997: Die Unzertrennlichen – Umwege (Fernsehserie, eine Folge)
- 2007: Die Rosenheim-Cops – Ein mörderischer Geschmack (Fernsehserie, eine Folge)
- 2008: Die göttliche Sophie (Fernsehfilm)
- seit 2014: Die Rosenheim-Cops (Fernsehserie, Serienrolle)
- 2016: Frühling (Fernsehreihe, 2 Folgen)
- 2016: Weißblaue Wintergeschichten – Sophies Hütte (Fernsehserie, eine Folge)
- 2017: Um Himmels Willen – Fremder Mann, was nun? (Fernsehserie, eine Folge)
- 2020: Deine schöne Gestalt (Kurzfilm)
- 2020: SOKO München – Taxi, Taxi (Fernsehserie, eine Folge)
- 2019: Hindafing (Fernsehserie, 2 Folgen)
- 2020: Dahoam is Dahoam – Ein Dahoam für’s Kaninchen (Fernsehserie, eine Folge)
- 2022: Der Komödienstadel: Das Orakel von Ramersdorf (Fernsehreihe)
- 2023: Der Komödienstadel: Ach du lieber Gott (Fernsehreihe)
- 2024: Der Komödienstadel: A Wiesn Gschicht (Fernsehreihe)